# Йохен Гехт
Йохен Гехт (нім. Jochen Hecht; 21 червня 1977, м. Мангейм, Німеччина) — німецький хокеїст, центральний або лівий нападник. В 
Виступав за «Адлер Мангейм», «Вустер АйсКетс» (АХЛ), «Сент-Луїс Блюз», «Едмонтон Ойлерс», «Баффало Сейбрс».
В чемпіонатах НХЛ — 833 матчі (186+277), у турнірах Кубка Стенлі — 59 матчів (14+18).
У складі національної збірної Німеччини учасник зимових Олімпійських ігор 1998, 2002 і 2010 (12 матчів, 2+2), учасник чемпіонатів світу 1996, 1997, 1998, 2004, 2005 і 2009 (38 матчів, 11+4), учасник Кубка світу 1996 і 2004 (8 матчів, 2+1). У складі молодіжної збірної Німеччини учасник чемпіонатів світу 1994, 1995, 1996 і 1997. У складі юніорської збірної Німеччини учасник чемпіонатів Європи 1994 і 1995.
Досягнення
- Чемпіон Німеччини (1997, 1998, 2015).